# Gilbert Frizberg
Gilbert Frizberg (* 9. Februar 1956 in Graz) ist ein ehemaliger österreichischer Politiker (ÖVP), Geschäftsführer und seit 2007 Aufsichtsratspräsident der Verbund AG. Frizberg war von 1984 bis 1991 Abgeordneter zum Nationalrat.
Nach dem Besuch der Volksschule legte Frizberg 1974 die Matura an einer allgemeinbildenden höheren Schule ab und Studierte danach Rechtswissenschaften an der Universität Graz. Frizberg promovierte 1977 zum Doktor. Danach war Frizberg ab 1977 als Angestellter und Prokurist für die Firma Franz Heresch und Co. tätig und übernahm schließlich die Position des geschäftsführenden Gesellschafters der Hereschwerke Frizberg KG. Die Hereschwerke waren bereits von Frizbergs Großvater gegründet worden, wobei Gilbert Frizberg den früheren Stromerzeuger zu einem international tätigen Elektrotechnik-Automationsunternehmen mit 300 Mitarbeitern ausbaute. Zudem wurde er 2007 zum Präsidenten des Aufsichtsrates der Verbundgesellschaft gewählt.
Politisch engagierte sich Frizberg zwischen 1977 und 1979 als Vorsitzender der Jungen Industrie Steiermarks und war Mitglied des Vorstandes der Vereinigung Österreichischer Industrieller. Er hatte zudem die Funktion eines Kammerrats der Kammer der gewerblichen Wirtschaft für Steiermark inne und vertrat ÖVP zwischen 1991 und 1995 im Landtag Steiermark. Zwischen dem 7. März 1984 und dem 4. November 1990 sowie zwischen dem 18. Dezember 1990 und dem 21. Oktober 1991 war Frizberg Abgeordneter zum Nationalrat. Zudem übte Frizberg jahrelang die Funktion des Finanzreferenten der ÖVP Steiermark aus, die er nach seiner Wahl zum Aufsichtsratspräsidenten niederlegte.